# Korgom
Korgom este o comună rurală din departamentul Tessaoua, regiunea Maradi, Niger, cu o populație de 36.563 de locuitori (2001).